# 彭文席
彭文席（1925年5月5日—2009年5月27日），中国儿童文学作家，寓言作家，以创作《小马过河》而闻名。

## 生平
1925年5月5日，彭文席出生于浙江省瑞安市（现为云周街道十八江村）。1946年毕业于瑞安中学后，长期从事中小学教师工作。
1950年代起开始发表文学作品。1955年，彭文席作品《小马过河》在上海的《新少年报》发表。
2009年5月27日18时，彭文席心脏病发作逝世，享年84岁。

## 文学创作
彭文席主要从事儿童文学和寓言创作，作品约50余篇。主要作品包括寓言作品《云》、《罂粟花》、《牛虻牛虱》、《母鸭生蛋》、《猩猩看"子孙"》。

### 代表作品
《小马过河》是彭文席最著名的作品，该作品被选入小学语文课本作为教材，一直沿用至今。《小马过河》出版过十二种外文译本。

## 获奖与荣誉
- 1980年：《小马过河》获第二次全国少年儿童文艺创作评奖一等奖
- 1998年：《牛虻牛虱》获第四届金江寓言文学奖
- 《猩猩看"子孙"》入选台湾出版的《漫画创作寓言选》

## 社会职务
- 浙江省作家协会理事
- 中国民主促进会会员
- 中国寓言文学研究会会员
- 浙江省作协会员
- 瑞安市儿童文学学会顾问
- 瑞安市作家协会顾问
- 民进瑞安组织创始人[3]